# Филлан из Манстера
Филлан (англ. Fillan, Filan, Phillan, др.‑ирл. Fáelán, Faolan; VIII век) — шотландский святой ирландского происхождения. Дни памяти — 19 июня и 20 июня.
Святой Филлан из Манстера был сыном Фериаха (вероятно, его отцом был король Дал Риады Ферхар II) и святой Кентигерны, внуком короля Лейнстера Келлаха Куаланна. Он был пострижен в монахи в монастыре Святого Финтана Мунну, после чего отправился в 717 году из Ирландии в Шотландию, сопровождая свою мать Кентигерну, своего дядю святого Комгана, принца ирландского, и их челядь. Они остановились у залива Лох-Дуйх. Филлан впоследствии отправился южнее и, по преданию, был монахом в Тамоне (в Уэксфорде), прежде чем окончательно поселиться в Питтенуиме, что в области Файф на восточном берегу Шотландии.